# Bockwurst

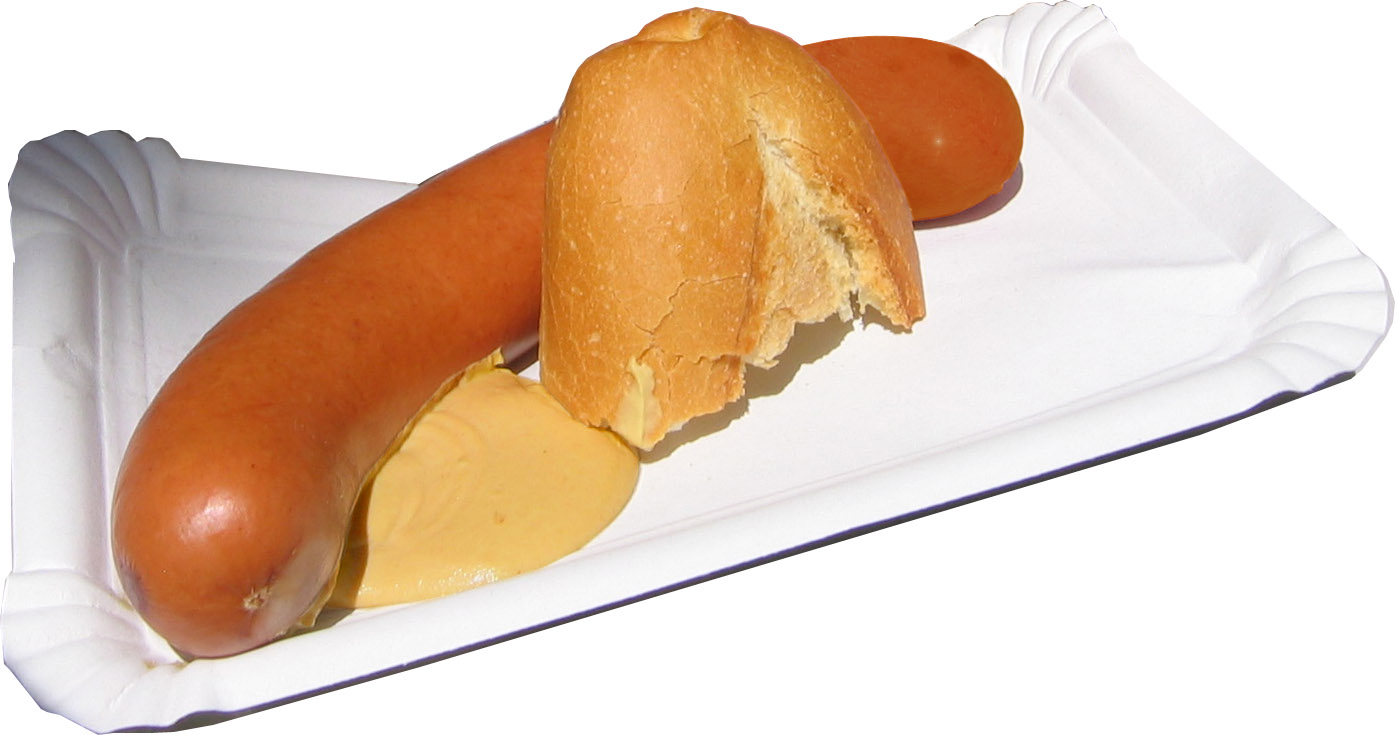
Bockwurst

Die Bockwurst ist eine deutsche Wurstsorte. Sie wurde ursprünglich zum Bockbier serviert. Alternative Bezeichnungen sind zum Beispiel Knobländer, Rote oder Rote Wurst, in der Schweiz und Teilen Süddeutschlands auch Cervelat. Ähnlich ist die Knackwurst.

## Geschichte

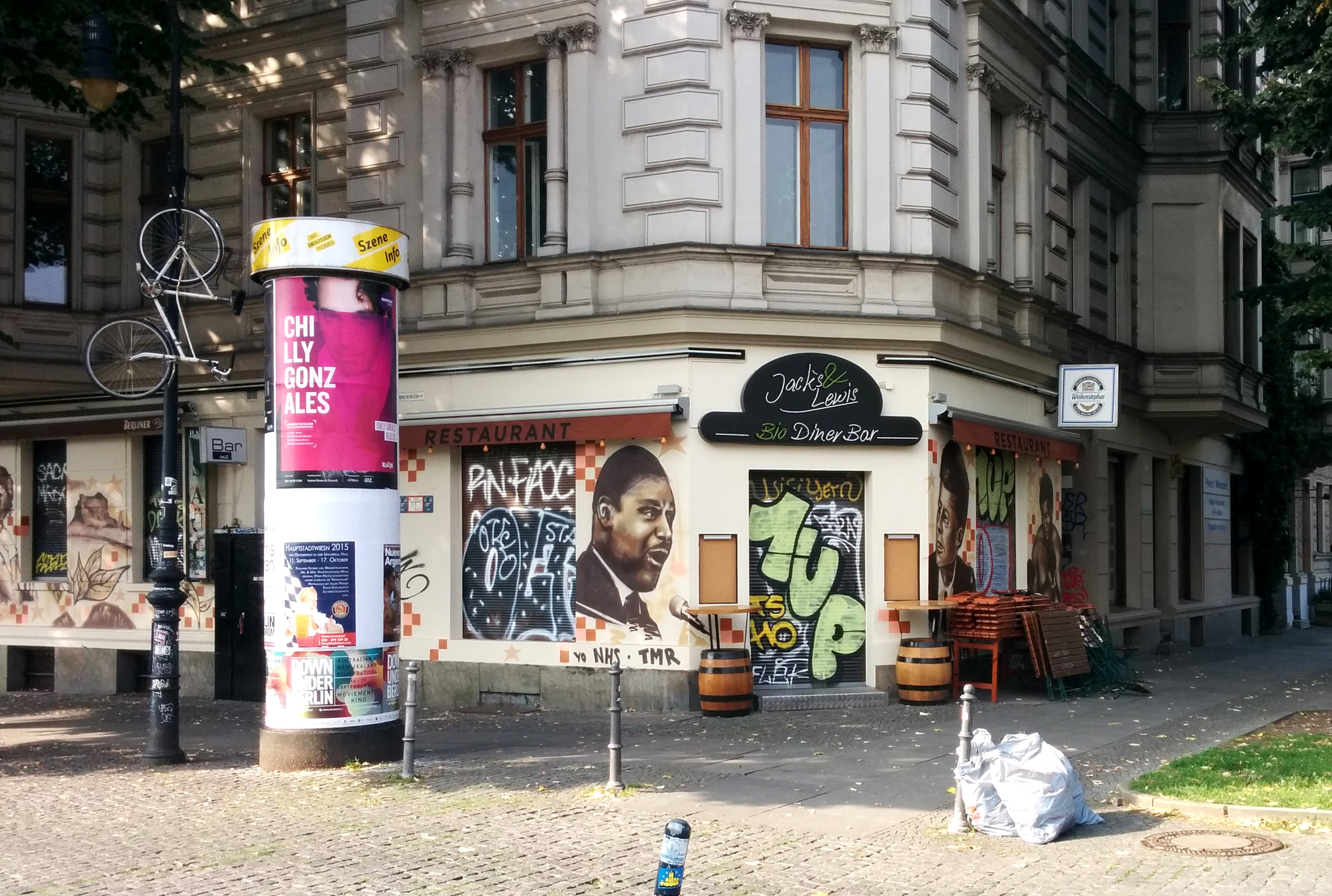
Eckkneipe in Berlin-Kreuzberg, wo die Bockwurst erstmals serviert worden sein soll

Das Wort Bockwurst kam im 19. Jahrhundert als Bezeichnung für Würste auf, die während der Bockbierzeit zubereitet und verzehrt wurden.
In der ersten Hälfte des 19. Jahrhunderts war die Bockwurst in Bayern üblich. Johann Andreas Schmeller charakterisiert bereits in seinem 1827 erschienenen Bayrischen Wörterbuch Bockbier mit Bockwurst als „beliebtes altmünchnerisches Frühstück“.
Nach einer Berliner Überlieferung sollen die Bockwurst und ihr Name im Jahre 1889 in Berlin entstanden sein. Zur Auftaktsfeier des Wintersemesters 1889 soll der dortige Gastwirt Robert Schol(t)z seinen Gästen im Gegensatz zur sonst üblichen groben Knacker/Knobländer die feinen Brühwürste des jüdischen Fleischers Benjamin Löwenthal angeboten haben, die nur aus Kalbs- und Rindsbrät bestanden hätten. Dazu sei das Tempelhofer Bock, ein regionales Bockbier, angeboten worden. Angeblich sei die (bis dahin unbekannte) Wurstsorte von den Gästen Bockwurst genannt worden. In der Folgezeit sei sie zum typischen Imbiss in Berlin und Umgebung geworden.

## Einordnung und Herstellung
Die Bockwurst ist eine Brühwurst, die vor dem Garen in einem Heißrauch für etwa 30 bis 60 Minuten geräuchert wird. Dadurch erhält sie ihren typischen bräunlichen Farbton. Als Ausgangsmaterial legt das Deutsche Lebensmittelbuch Schweinefleisch und Speck fest. Die Zugabe von Rindfleisch ist zulässig und trägt zur Erhöhung der Bissfestigkeit bei (Knacker). Fleisch anderer Tierarten darf nur verwendet werden, wenn in der Verkehrsbezeichnung des Erzeugnisses darauf hingewiesen wird (z. B. Geflügel-Bockwurst, Lamm-Bockwurst).
Der fein zerkleinerten Wurstmasse (Brät) wird eine Schüttung in Form von Eisschnee zugefügt, damit beim Kuttern das Brät sich nicht zu sehr erhitzt. Üblicherweise beträgt die Schüttungsmenge etwa 20 % bezogen auf das Fleisch- und Fettmaterial. Weitere Inhaltsstoffe sind Nitritpökelsalz, technologisch notwendige Stoffe (z. B. Kutterhilfsmittel) und Gewürze. Typische Gewürze sind Pfeffer, Paprika, Ingwer, Macis und Koriander.
Das Brät wird üblicherweise in enge Schweinedärme (enger S-Darm, Schweinesaitling) gefüllt. Alternativ können auch Saitlinge vom Schaf oder essbare Kunstdärme (Kollagendärme) verwendet werden. Der Durchmesser (Kaliber) der Wursthüllen liegt in der Regel unter 32 mm (meist zwischen 28 und 30 mm).

## Geforderte Analysenwerte
Die Leitsätze für Fleisch und Fleischerzeugnisse schreiben für Bockwurst einen Muskeleiweißanteil (BEFFE-Gehalt) von mindestens 8 % vor. Der Muskeleiweißanteil muss zusätzlich mindestens 75 % vom Fleischeiweiß im Erzeugnis ausmachen.